# C-evo
C-evo (evo staat voor evolutie) is een TBS-spel geschreven in de programmeertaal Object Pascal door Steffen Gerlach. Het spel is vergelijkbaar met Civilization II. De broncode is in publiek domein en de graphics zijn freeware.

## Overzicht
De speler houdt zich bezig met de ontwikkeling van een rijk door de eeuwen heen, met zaken als het uitbreiden van het rijk, het ontwikkelen van landbouw en industrie, het voeren van oorlogen, diplomatie betrekkingen onderhouden en het ontwikkelen van nieuwe technologieën.
Het spel kan gespeeld worden tegen door de computer bestuurde spelers, menselijke tegenspelers en een combinatie van beide.

## Ontwikkeling
De ontwikkeling van het spel wordt hoofdzakelijk gedaan door Steffen Gerlach; anderen kunnen wel een eigen implementatie van de kunstmatige intelligentie toevoegen of de bestanden van het spel bewerken om een nieuwe natie toe te voegen. Het spel bevat een interface voor de kunstmatige intelligentie waardoor de bestaande algoritmen vervangen kunnen worden voor alle naties of voor een bepaalde natie. Uitbreidingen of aanpassingen aan het spel zijn te downloaden van de website van het spel.
Het spel is gebaseerd op zes ontwerpprincipes:
- Low Risk: Het basisidee is het verbeteren en corrigeren van bestaande zaken, niet het creëren van iets totaal nieuws.
- Fun by Challenge: Het spel dient telkens een uitdaging te zijn voor de speler en niet na verloop van tijd een saai spel te worden dat keer op keer gewonnen kan worden zodra een winnende strategie ontdekt is.
- AI Liberation: De kunstmatige intelligentie van een tegenspeler heeft hetzelfde doel als de speler: winnen. Volgens de auteur heeft de kunstmatige intelligentie in de meeste spellen alleen de taak om de speler te amuseren.
- Focus on Strategy: Het gebruiken van strategieën is een belangrijk onderdeel om het spel te kunnen winnen. De zaken die in het spel gebeuren zijn in gang gezet door een van de spelers (dit in tegenstelling tot andere spellen waar zaken als natuurrampen plaatsvinden waarop de speler moet inspelen). Ook worden zwakkere spelers niet geholpen om ze langer staande te houden.
- Compact Rule Set: Het aantal regels in het spel is bewust beperkt gehouden.
- Balance of Strategy and Micro Management: Het spel dient klein genoeg te zijn zodat micromanagement nog steeds een belangrijk onderdeel is.